# Grand Slam Cup 1995
La Grand Slam Cup 1995 è stato un torneo di tennis giocato sul sintetico indoor. È stata la 6ª edizione del torneo maschile che fa parte dell'ATP Tour 1995. Si è giocato all'Olympiahalle di Monaco di Baviera in Germania dal 5 al 12 dicembre 1995.

## Campioni

### Singolare maschile
Goran Ivanišević ha battuto in finale  Todd Martin con il punteggio di 7–6(4), 6–3, 6–4